# Vicki Peters
Vicki Peters (nacida el 9 de septiembre de 1950, en Minneapolis, Minnesota) es una modelo y actriz estadounidense. Fue Playmate del Mes para la revista Playboy en su número de abril de 1972.

## Carrera
Fue  Playmate del mes para la revista Playboy en su número de abril de 1972. Fue fotografiada por Mario Casilli. En 1970, Peters apareció en la películaBlood Mania, junto con su compañera de Playboy Reagan Wilson (octubre de 1967).

## Vida personal
Peters se casó con el productor de cine Jeffrey Konvitz en 1980. Tiene una hija, Kristen Nicole, que nació en 1983. Ellos se divorciaron en 1988.